# Lea Newbold
Lea Newbold – wieś w Anglii, w hrabstwie ceremonialnym Cheshire, w dystrykcie (unitary authority) Cheshire West and Chester. Leży 8 km na południe od miasta Chester i 258 km na północny zachód od Londynu. W 2001 miejscowość liczyła 8 mieszkańców.